# 鷹嘴翼
鷹嘴 翼（たかのはし つばさ、5月22日 - ）は、日本の男性声優。栃木県出身。

## 略歴
学生の頃、ラジオ番組に勇気付けられたのが理由で、声の仕事に興味を持つ。
81演技研究所17期生。
以前は81プロデュースに所属していた。

## 人物
方言は栃木弁。
趣味・特技はスノーボード、ダーツ、アロマテラピー、家事。

## 出演
太字はメインキャラクター。

### テレビアニメ
2007年
- エル・カザド（ならず者B）
- Over Drive（観客）
- きらりん☆レボリューション（男子）
- バンブーブレード（高杉、男子B）

2008年
- H2O -FOOTPRINTS IN THE SAND-（男子生徒）
- 今日からマ王! 第3シリーズ（側近）
- スケアクロウマン（審査員）
- 全力ウサギ（従業員、ワカダイショー、本社チーム 他）

2009年
- 極上!!めちゃモテ委員長（遠野優作、男子）
- ゴルゴ13（DIA狙撃兵）
- 絶対可憐チルドレン（男）
- メタルファイト ベイブレード（2009年 - 2010年、熊手熊太）

2010年
- 神のみぞ知るセカイ（男子生徒、プレイヤー、AD、スタッフ、生徒、侍）
- 極上!!めちゃモテ委員長 セカンドコレクション（遠野優作）
- 心霊探偵 八雲（祐一、大村）
- バクマン。（2010年 - 2011年、男子生徒、田中、編集者）
- FORTUNE ARTERIAL 赤い約束（男子生徒）

2011年
- X-MEN（男子学生）
- カードファイト!! ヴァンガード（2011年 - 2013年、中津川ヒロシ、ロバート・フィンドレイ 他） - 3シリーズ
- 神のみぞ知るセカイII（男子生徒、門下生）
- SKET DANCE（業者）
- プリティーリズム・オーロラドリーム（レポーター）
- へうげもの（織田信忠、足軽、家臣）

### OVA
- やなせたかしメルヘン劇場 クシャラひめ（2008年、客）
- CLANNAD 〜AFTER STORY〜（2009年、生徒）
- 聖闘士星矢 THE LOST CANVAS 冥王神話（2011年、ラカーユ）

### 劇場アニメ
- 豆富小僧（2011年）

### ゲーム
- 幻想水滸伝ティアクライス（2008年、アマラリク、ツァウベルン、ナムナ）
- メタルファイト ベイブレード 爆神スサノオ襲来!（2010年、熊手熊太）
- カードファイト!! ヴァンガード ライド トゥ ビクトリー!!（2013年、一条キョウヤ[3]、中津川ヒロシ）
- カードファイト!! ヴァンガード ロック オン ビクトリー!!（2014年、一条キョウヤ[4]）

### ドラマCD
- ナデプロ!!SPCD2〜続・近況報告〜（2008年、X期生）
- バンブーブレード ドラマCD 白盤（2008年、男子生徒）

### BLCD
- しなやかな熱情（2007年、刑事）

### 吹き替え

#### 映画
- アイズ（2008年）
- フレネミーズ（2012年、ジェイク・ローガン）

#### ドラマ
- ザ・パシフィック（2010年、基地の隊員6）

#### アニメ
- ミュータント タートルズ（2007年、ラズ、悪党4、店長エイリアン、部下、アナウンサー男、被験者男1）
- ボブとはたらくブーブーズ（2007年、ディッキー）
- 最強武将伝 三国演義（2011年、孟獲兵1、衛兵）

### ラジオ
- 東京アニメセンターRADIO（アシスタントパーソナリティ）

### 舞台
- 81PRODUCE Presents若手リーディング公演　声瞬-SEISHUN-[5]
  - 猿飛佐助（手ふいごの風之助）
  - ラジオドラマのためのエチュード ひめゆりの塔（上等兵、男）